# Kogotus modestus
Kogotus modestus is een steenvlieg uit de familie Perlodidae. De wetenschappelijke naam van de soort is voor het eerst geldig gepubliceerd in 1908 door Banks.